# Нератівка
Нератівка (біл. Нератоўка) — річка в Октябрському районі Гомельської області Білорусі, ліва притока річки Птич (басейн Прип'яті).
Довжина річки 33,5 км. Плошча водозбору 183 км². Середньорічна витрата води у гирлі 0,8 м³/с. Середній нахил водної поверхні 0,5 ‰. Почиається за 1,8 км на захід від агромістчка Рассвєт, гирло за 4 км на південний захід відд селища Рабкор. Тече по північно-східній частині низовини Прип'ятське Полісся. Долина невиразна, шириною 1,5—3 км. Висота схилів долини 3—6м. У нижній течії заплава двобічна, шириною 1—2 км. Річище каналізоване, його ширина у верхній течії 10—12 м, у ніжній 6—7 м. Береги круті, обривисті, висотою 1—1,2 м.
На річці розташоване смт Октябрський.